# Liste der Gemarkungen im niedersächsischen Küstenmeer
Die Liste der Gemarkungen im niedersächsischen Küstenmeer umfasst zehn Gemarkungen innerhalb des niedersächsischen Küstenmeeres (Stichtag 10. November 2021) mit einer Gesamtfläche von 3522,50 km². Bei diesen Gemarkungen handelt es sich um Meeresflächen, die sich in Richtung zum Festland bis zur Küstenlinie erstrecken und unter anderem die Ostfriesischen Inseln umschließen. Seewärts erstrecken sie sich nicht bis zur Grenze der 12-Meilen-Zone, sondern zumeist weniger als halb so weit von der Festlandsküste. Sie gehören zu keiner Gemeinde und zu keinem Landkreis. Laut AGS werden aber die drei östlichsten zur Region Lüneburg und die übrigen sieben zur Region Weser-Ems gerechnet. Die sieben flächengrößten dieser zehn Gemarkungen sind gleichzeitig die sieben flächengrößten Gemarkungen Deutschlands.
Diese Gemarkungen gliedern sich anders als die übrigen Gemarkungen in Niedersachsen nicht weiter in nummerierte Fluren und weiter in Flurstücke.
Die Verwaltungsgrenzen einschließlich der Gemarkungsgrenzen und Flurgrenzen sind in Form von Shapefiles online unter der freien Datenlizenz Deutschland  verfügbar.

## Tabelle der Gemarkungen

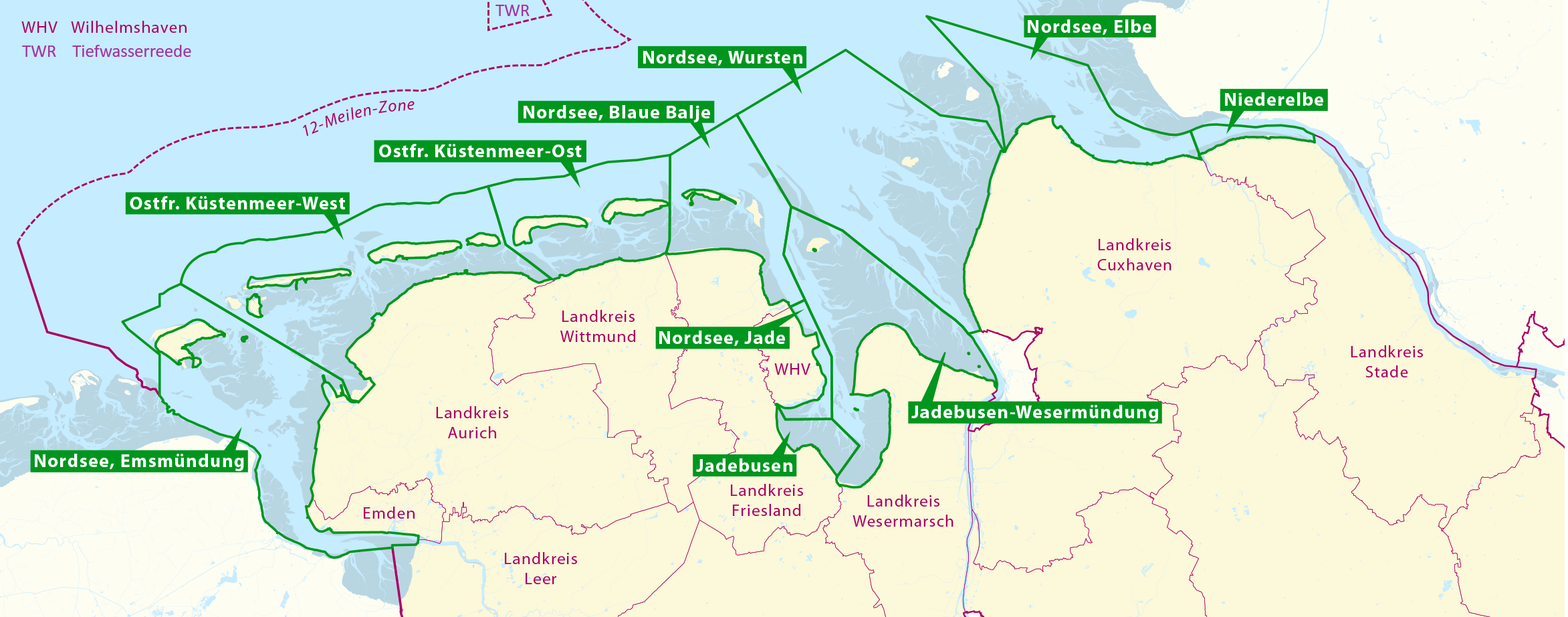

| Gmk. schlüssel | Gemarkung von West nach Ost | AGS      | Statistische Region |    | Katasteramt   | Fläche km² | Lage | Bemerkungen                                            |
| -------------- | --------------------------- | -------- | ------------------- | -- | ------------- | ---------- | ---- | ------------------------------------------------------ |
| 030683         | Nordsee, Emsmündung         | 03499922 | Weser-Ems           | 22 | Emden         | 560,01     | ⊙    | umgibt Borkum, Lütje Hörn                              |
| 030114         | Ostfr. Küstenmeer-West      | 03499924 | Weser-Ems           | 24 | Norden        | 629,27     | ⊙    | umgibt Memmert, Juist, Norderney, Baltrum              |
| 030256         | Ostfr. Küstenmeer-Ost       | 03499925 | Weser-Ems           | 25 | Wittmund      | 318,05     | ⊙    | umgibt Langeoog, Spiekeroog                            |
| 030257         | Nordsee, Blaue Balje        | 03499913 | Weser-Ems           | 13 | Varel         | 308,92     | ⊙    | umgibt Wangerooge, enthält Minsener Oog                |
| 030973         | Nordsee, Jade               | 03499914 | Weser-Ems           | 14 | Wilhelmshaven | 044,62     | ⊙    |                                                        |
| 030974         | Jadebusen                   | 03499913 | Weser-Ems           | 13 | Varel         | 056,69     | ⊙    | südwestlicher Jadebusen                                |
| 030975         | Jadebusen-Wesermündung      | 03499915 | Weser-Ems           | 15 | Brake         | 433,60     | ⊙    | umgibt Mellum, Oberahnesche Felder, Langlütjen         |
| 030482         | Nordsee, Wursten            | 03399937 | Lüneburg            | 37 | Wesermünde    | 833,49     | ⊙    | enthält Knechtsände                                    |
| 030483         | Nordsee, Elbe               | 03399932 | Lüneburg            | 32 | Otterndorf    | 299,10     | ⊙    | grenzt an schleswig-holsteinische Gemarkung Elbmündung |
| 030511         | Niederelbe                  | 03399935 | Lüneburg            | 35 | Stade         | 038,76     | ⊙    |                                                        |